# Cotxa capblava
La cotxa capblava (Phoenicurus coeruleocephala) és una espècie d'ocell de la família dels muscicàpids (Muscicapidae) que habita vessants rocosos amb pins o ginebres de l'oest del Tibet, Kirguizstan, Tadjikistan, nord de l'Afganistan, del Pakistan i de l'Índia, el Nepal i Bhutan. El seu estat de conservació es considera de risc mínim.
En diverses llengües és conegut com a "cotxa capblava" (Anglès: Blue-capped Redstart. Francès: Rougequeue à tête bleue).